# Electromecanica Ploiești
Electromecanica Ploiești este o fabrică de armament din România.
A luat ființă în anul 1981 pe locul bazei nr. 268 de fabricat și reparat tehnică de rachete.
În anul 2001, a fost reorganizată ca și societate comercială aflată în posesia Romarm.
Compania este specializată în fabricarea armamentului și muniției.
Inițial Romarm a deținut 100%, pentru ca apoi să ajungă la un nivel al participației de 82%, restul fiind cedat către Autoritatea pentru Valorificarea Activelor Statului (AVAS).
Electromecanica mai are participații și în compania Elletra Communication.

## Informații financiare[3]
| Ani  | Venituri | Cheltuieli | Profit   | Inventar | Rezerve | Creanțe | Datorii | Banca și numerar | Angajați |
| ---- | -------- | ---------- | -------- | -------- | ------- | ------- | ------- | ---------------- | -------- |
| 2021 | 59671306 | 43099800   | 16496083 | 7270547  | 3328094 | 1483757 | 5116033 | 45207355         | 381      |
| 2020 | 52692242 | 40726163   | 11885359 | 21582682 | 2019582 | 1201098 | 3822551 | 15147295         | 383      |
| 2019 | 46385548 | 37964023   | 8333046  | 9063188  | 1475944 | 2006580 | 5643220 | 18535758         | 371      |
| 2018 | 30906605 | 27414324   | 3393030  | 4916812  | 860474  | 2748960 | 5340967 | 14962289         | 307      |
| 2017 | 19052504 | 17777917   | 1152104  | 4147217  | 658140  | 2912626 | 3830680 | 10129279         | 237      |
| 2016 | 15274215 | 13172820   | 1959209  | 3095450  | 442017  | 3427627 | 3256986 | 8439069          | 194      |